# Roman (obchtina)
Pour les articles homonymes, voir Roman.
Roman (bulgare : Роман) est une obchtina de l'oblast de Vratsa en Bulgarie.